# Enrique Cardona
Enrique Cardona y Enríquez, španski katoliški škof, nadškof in kardinal, * 1485, Urgel, † 7. februar 1530, Monreale.

## Življenjepis
18. aprila 1505 je bil imenovan za škofa Barcelone in 23. januarja 1512 za nadškofa Monrealeja.
24. novembra 1537 je bil povzdignjen v kardinala.